# Würzende Zutat

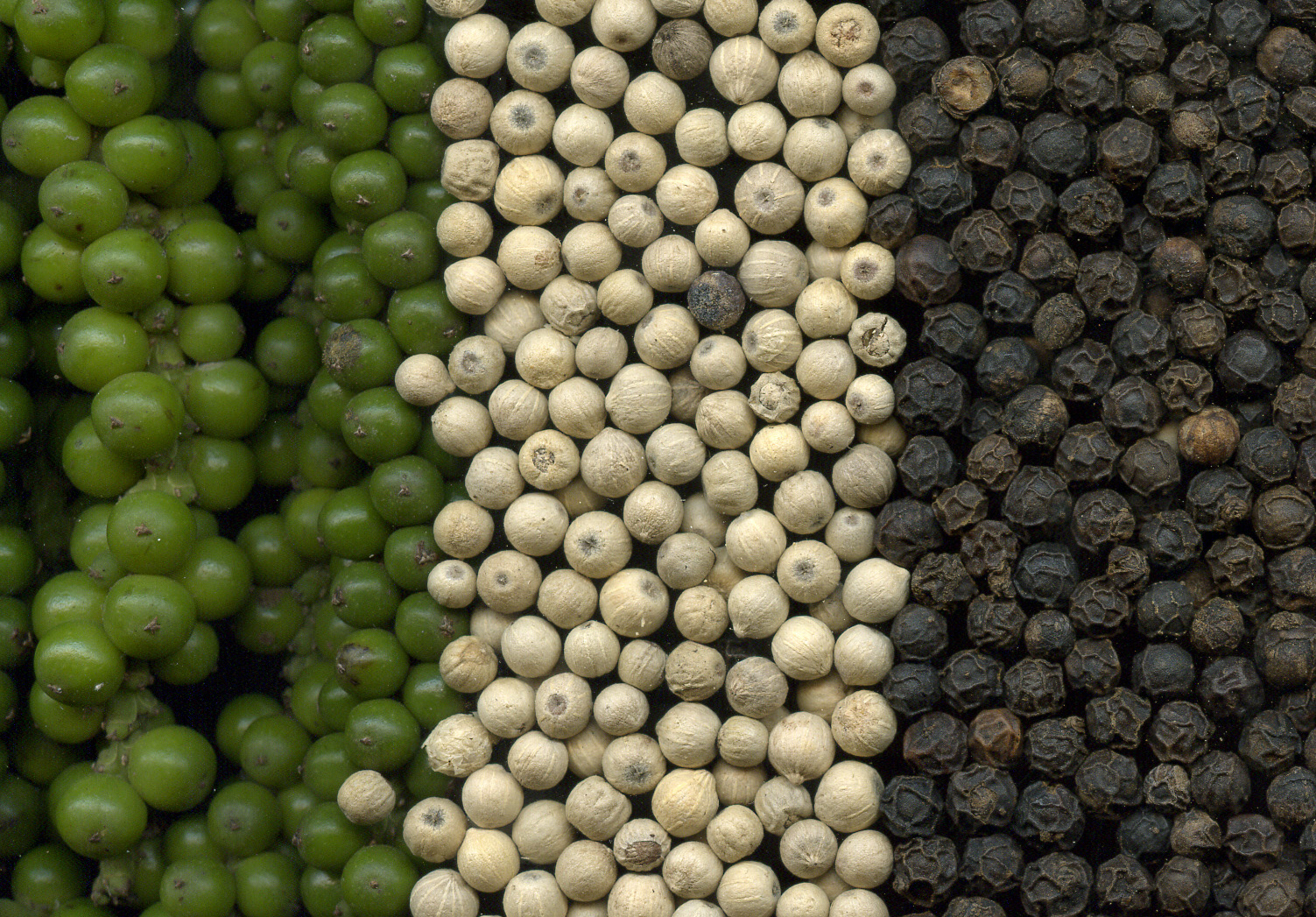
Grüner, weißer und schwarzer Pfeffer

Als würzende Zutaten wird im Deutschen Lebensmittelbuch eine Gruppe von Nahrungsmitteln bezeichnet, die zum Würzen von Speisen und Lebensmitteln als Zutaten verwendet werden.

## Rechtsgrundlage
Die Regelung wurde in den Leitsätzen für Gewürze und andere würzende Zutaten festgelegt. Würzende Zutaten und Würzmittel sind damit fast identisch definiert, außer dass z. B. Speisesalz oder Essig keine würzenden Zutaten sind, diese bei manchen Definitionen von Würzmittel aber enthalten sind.

## Arten
Man unterscheidet mehrere Gruppen von würzenden Zutaten:
- Gewürze (dabei werden Kräuter und Pilze, die wegen ihrer geschmacksgebenden Eigenschaften verwendet werden, zu den Gewürzen gezählt)
- Gewürzmischungen
- Gewürzzubereitungen und Gewürzpräparate
- Gewürzsalze
- Präparate mit würzenden Zutaten
- Gewürzaromazubereitungen
- Gewürzaromasalze
- Würzen
- Würzmischungen und Streuwürzen
- Würzsaucen (Würzsoßen)